# Televizijska postaja
Televizijska postaja je skup opreme kojom upravlja tvrtka, organizacija ili drugi subjekt, poput operatora amaterske televizije (ATV), koji prenosi video sadržaj i audio sadržaj putem radio valova izravno s odašiljača na zemljinoj površini na bilo koji broj podešen prijemnik istovremeno. Najčešće se taj izraz odnosi na postaju koja publicira strukturirani sadržaj ili se odnosi na organizaciju koja upravlja stanicom. Zemaljski televizijski prijenos može se dogoditi analognim televizijskim signalima ili, u novije vrijeme, putem digitalnih televizijskih signala. Televizijske stanice razlikuju se od kabelske televizije ili drugih pružatelja videozapisa po tome što se njihov sadržaj emitira putem zemaljskih radio valova. Skupina televizijskih postaja u zajedničkom vlasništvu ili povezanosti poznata je kao TV mreža, a pojedina stanica unutar mreže naziva se O&O odnosno podružnica.

## Funkcija
Za emitiranje svojih programa, televizijska stanica zahtijeva od operatora da upravljaju opremom, odašiljačem ili radio antenom, koja se često nalazi na najvišoj točki dostupnoj u području prijenosa, poput vrha, vrha visokog nebodera ili na visok radio toranj. Za dobivanje signala iz glavne upravljačke sobe do odašiljača koristi se studio / odašiljačka veza (STL). Veza može biti ili radio ili T1 / E1. Veza predajnika / studija (TSL) također može poslati telemetriju natrag u stanicu, ali to može biti ugrađeno u podnosilac glavne emisije. Postaje koje ponovno emitiraju ili simuliraju drugu mogu jednostavno pokupiti tu stanicu preko zraka, ili putem STL-a ili satelita. Licenca obično određuje koju drugu stanicu je dopušteno nositi.

## Primjena
Većina televizijskih stanica su komercijalne radiodifuzne tvrtke koje su strukturirane na različite načine da ostvaruju prihod od televizijskih reklama. Oni mogu biti neovisna postaja ili dio radiodifuzne mreže ili neka druga struktura. Oni mogu proizvesti neke ili sve svoje programe ili kupiti programe emitiranja za sve emitirane programe ili za sve to od drugih stanica ili neovisnih proizvodnih kompanija.